# Малий з Монтани (фільм, 1931)
«Малий з Монтани» (англ. The Montana Kid) - американський фільм 1931 року режисера Гаррі Л. Фрейзера.

## У ролях
- Білл Коді - Білл Дентон
- Енді Шуфорд - Енді Берк
- Доріс Хілл - Моллі Мур
- Вільям Л. Торн - Чак Ларсон
- Джон Елліотт - Берк
- Гордон Де Майн - маршал Джек Мур
- Пол Панцер - Габбі